# Hilberina caudata
Hilberina caudata är en svampart som först beskrevs av Karl Wilhelm Gottlieb Leopold Fuckel, och fick sitt nu gällande namn av Huhndorf & A.N. Mill. 2004. Hilberina caudata ingår i släktet Hilberina, klassen Sordariomycetes, divisionen sporsäcksvampar och riket svampar.   Inga underarter finns listade i Catalogue of Life.